# Mesa Air Group
Mesa Air Group, Inc. NASDAQ : MESA est un groupe de transport aérien des États-Unis qui gère une flotte de 183 avions et dessert 177 villes américaines, canadiennes, mexicaines et des Bahamas avec environ 1 100 vols quotidiens. Mesa Air Group est un des plus grands groupes de transport aérien, il contrôle notamment les compagnies aériennes Mesa Airlines, Air Midwest, et Freedom Airlines.

## Filiales
- Air Midwest (ZV)
  - Mesa (dans les colores Mesa Airlines)
- Freedom Airlines (F8)
  - dans les colores Delta Air Lines Inc. (Holding) Delta Connection
- Mesa Airlines (YV)
  - go!

## Activités
Les compagnies aériennes de Mesa Air Group desservent les régions suivantes :
- L'Ouest et le Midwest avec la compagnie America West Express ;
- Le Midwest et l'Est avec la compagnie US Airways Express ;
- Chicago, Denver, Los Angeles et Washington Dulles avec la compagnie United Express ;
- Kansas City avec Midwest Airlines (Air Midwest) et le Nouveau-Mexique, le Colorado et le Texas avec la compagnie Air Midwest dans les colores Mesa Airlines.

Mesa Air Group a été fondé au Nouveau-Mexique en 1982, et emploie environ 5 000 employés.

## Noms et références
1. ↑  https://www.zonebourse.com/Mesa-45240957/societe/